# 277 f.Kr.

## Händelser

### Efter plats

#### Grekland
- Antigonos korsar Hellesponten och besegrar kelterna under Cerethrius nära Lysimachia på thrakiska Chersonese. Efter denna framgång erkänns han av makedonierna som deras kung.

#### Sicilien
- Pyrrhus erövrar Eryx, det starkaste av de karthagiska fästningarna på Sicilien. Detta får resten av de karthagiska städerna på ön att gå över till Pyrrhus sida.